# Пєшков Зіновій Олексійович
Пєшков Зіновій Олексійович (фр. Zinovi Pechkoff, 16 жовтня 1884, Нижній Новгород, Російська імперія— 27 листопада 1966, Париж П'ята французька республіка) — корпусний генерал французької армії, та дипломат. Старший брат  Я. М. Свердлова і хрещеник Максима Горького (справжнє ім'я Олексій Максимович Пєшков). Володів сімома іноземними мовами, в тому числі арабською, китайською і японською.

## Біографія

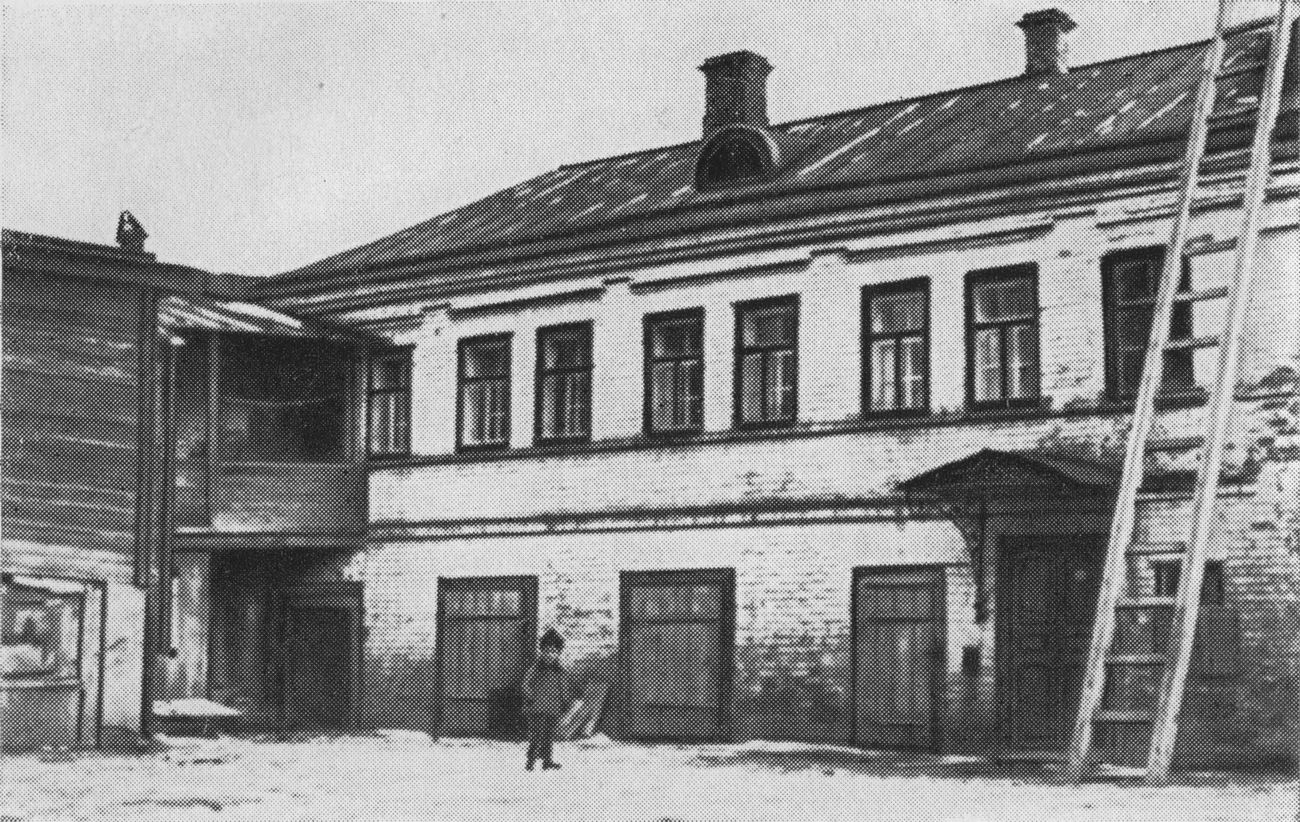
Будинок у Нижньому Новгороді де пройшло дитинство Зіновія Пєшкова

Народився у єврейській родині. Називають різні варіанти його імені при народженні: Свердлов Зіновій (Залман, Соломон, Єшуа-Залман) Михайлович (Мовшевич). Батько Михайло Ізраїлевич Свердлов (помер 1921 року) — гравер; мати — Єлизавета Соломонівна (померла 1900 року) — домогосподарка. Молодшим братом його був Яків (1885—1919), у майбутньому — один із лідерів російських більшовиків. Після смерті дружини (1900) Михайло Ізраїлевич Свердлов прийняв православ'я і одружився другим шлюбом на Марії Олександрівні Кормільцевій; в цьому шлюбі народилося ще двоє синів — Герман та Олександр .
Свердлови мешкали у Нижньому Новгороді на Великій Покровської вулиці в житлових кімнатах (в наш час будинок № 6).
Частим гостем у родині Свердлових був Максим Горький (Олексій Пєшков), який також жив у цьому місті. У 1901 році Зіновій разом з Максимом Горьким був заарештований за звинуваченням у використанні мімеографа — машини для трафаретного друку, з метою революційної пропаганди.
У 1902 році Зіновій поїхав до Арзамасу, де в той час жив на засланні Максим Горький, і брав участь в читанні його нової п'єси «На дні» в ролі Васьки Попілу. Василь Іванович Немирович-Данченко, для якого влаштовувалася вистава, рекомендував Свердлову вчитися на актора. В тому ж році Зіновій намагався вступити до Імператорського філармонічного училища в Москві, але не був зарахований як єврей, особи юдейського віросповідання (за деякими винятками) не мали права жити в Москві (Тимчасові правила). У вересні того ж 1902 року Зіновій прийняв православ'я і отримав від Горького, який став його хрещеним батьком, патронім та прізвище, ставши Зіновієм Олексійовичем Пєшковим. Дізнавшись про це батько Зіновія відрікся від свого сина. Однак зміна прізвища не була визнана владою.
З 1903 по 1904 рік Зіновій проходив навчання в школі Московського художнього театру. У в зв'язку з початком Російсько-японська війна Зіновій у 1904 році, рятуючись від призову до війська, емігрував до Канади, потім США та Італію, здебільшого мешкав у хрещеного, який фактично усиновив Зиновія. У 1910 році Зіновій Пєшков одружився з Лідією Петрівною Бураго, дочкою козацького офіцера, але через п'ять років вони розлучилися. Надалі, розійшовшись з Горьким у поглядах, Зіновій емігрував до Франції, а його дружина Лідія Бураго з чотирирічною донькою Лізою Пєшкової залишилася на Капрі. З початком Першої світової війни вступив до Французького іноземного легіону, потрапивши до 1-го полку Іноземного легіону.
У жовтні 1914 року його підвищено до легіонеру 1-го класу, був у Шампані. У квітні 1915 року його було підвищено до капралу. У квітні 1915 року брав участь у боях біля Аррасу.
У травні 1915 року втратив у Верденській битві праву руку. Був нагороджений Військовим хрестом з пальмовою гілкою. У 1916 році після лікування і реабілітації був відновлений на військовій службі і переведений в офіцери, як перекладач 3-го класу (лейтенант) був відряджений до США, де й перебував до 1917 року.

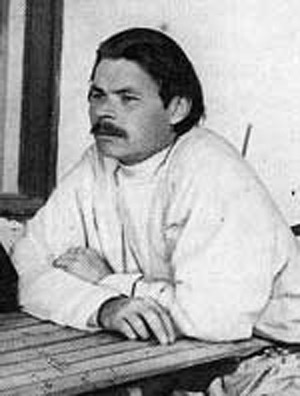
Максим Горький (Олексій Максимович Пєшков), 1900

У травні 1917 його було підвищено до офіцера перекладача 2-го класу (капітан). З 1917 по 1920 рік служив в дипломатичних посадах на землях Росії, Румунії, Китаю, Японії, Маньчжурії, Сибіру при О. В. Колчаці, Грузії, Криму (при В. М. Врангелі).
У 1921 році служив секретарем Міжнародної комісії допомоги по збору гуманітарних коштів для РРФСР. З 1921 по 1926 рік був офіцером Французького іноземного легіону у Марокко, де брав участь у військових діях. З 1926 по 1930 рік служив в МЗС Франції. З 1930 по 1937 рік — при Верховному комісарові в Леванті. З 1937 по 1940 рік служив офіцером в іноземному легіону в Марокко. В той час зустрів свою майбутню другу дружину Жаклін Делоне-Бельвіль, вдову дипломата.
Зустрів війну в посаді командира 3-го батальйону 2-го полку іноземному легіону в Північній Африці. Брав участь у Другій світовій війні. Після поразки Франції, в 1940 році емігрував до Лондона, де вступив в рух «Вільна Франція» і був його представником в Південній Африці з 1942 по 1943 рік. У 1943 році отримав звання бригадного генерала, в 1944 році статус посла. З 1943 по 1946 рік був головою місії в Китаї. З 1946 до 1949 року служить главою місії в Японії як посол. У 1950 році вийшов у відставку в званні корпусного генерала.
До 1952 року посол у Токіо, був змінений на посаді Морісом Дежаном.
У 1964 році відправляється зі спеціальною місією до генералісимуса Чан Кайши, до Тайваню.
Був кавалером ордена Почесного легіону. Був другом генерала Шарля де Голля.
Зіновія Пєшкова поховано на цвинтарі Сент-Женев'єв-де-Буа біля Парижа. Згідно з волею Зиновія Пєшкова, він похований біля підніжжя кенотафа Віри Оболенської на знак поваги до неї та її подвигу.

## Родина
- Батько — Михайло (Мовша) Ізраїлевич Свердлов (1846?- 1921), був гравером;
- Мати — Єлизавета Соломонівна (1864—1900) — домогосподарка.

У сім'ї росло шестеро дітей — дві дочки (Софія і Сара) і чотири сини (Зіновій, Яків, Веніамін і Лев). Після смерті дружини (1900) Михайло Ізраїлевич Свердлов прийняв православ'я і одружився другим шлюбом на Марії Олександрівні Кормільцевій. В цьому шлюбі народилося ще двоє синів — Герман і Олександр.
- Брат — Яків Михайлович Свердлов (1885—1919), один з керівників більшовицької партії, голова ВЦВК РРФСР (після революції).
- Брат — Свердлов Веніямин Михайлович (1887—1939). Ще до революції виїхав до США і відкрив там банк. Після Жовтневого перевороту 1917 року Яків Свердлов викликав брата до Росії. В 1938 році був заарештований і потім розстріляний за вироком ВКВС СРСР як «троцькіст».
- Брат — Лев Михайлович Свердлов (1893—1914).
- Сестра — Софія Михайлівна (1882—1951). Була одружена з Леонідом (Лейбою) Ісаковичем Авербахом. Родина мала дітей Іду та Леопольда. Дочка Іда Леонідівна (1905—1938) була дружиною Наркома НКВС Генріха Ягоди. Леопольд Леонідович був відомим радянським критиком (1903—1937).
- Сара Михайлівна (1890—1964).
- Єдинокровні брати від другого шлюбу батька — Герман (1905—1984) і Олександр.
- Дружина (1910—1915) — Лідія Петрівна Бураго, дочка козачого офіцера.
  - Дочка — Єлизавета Зіновіївна Маркова-Пєшкова. Жила разом з матір'ю на Капрі в Італії, потім вийшла заміж за другого секретаря посольства СРСР в Римі, старшого лейтенанта держбезпеки Івана Маркова, з яким в 1937 поїхала в СРСР. У 1938 її чоловік був розстріляний. Вона сиділа в таборі, була звільнена, викладала італійську мову в Військовому інституті іноземних мов, в 1948 році через загрозу нового арешту терміново виїхала з Москви до Кубані, працювала двірником на пляжі та померла в Сочі в 1990 році. Від Маркова мала двох синів 1935 р.н. і 1938 р.н. Старший син Олександр Іванович став капітаном і загинув в 1968. Молодший син Олексій Іванович працював журналістом.

У родинних зв'язках зі Свердловими, була родина Ягода. Батько першого наркому НКВС генерального комісара держбезпеки Генріха Ягоди Гершон Пилипович був двоюрідним братом Михайла Ізраїлевича, батька Зіновія Свердлова.

## Згадки у літературі
- Бажанов Борис Георгійович (1900—1982) — радянський партійний діяч, особистий секретар Й. Сталіна, втікач з СРСР, мемуарист[2], у 1930 в Парижі видав мемуари «Зі Сталіним у Кремлі». Потім неодноразово перевидавав і розширював свої мемуари як «Спогади особистого секретаря Сталіна». В главі 6 «В більшовицьких верхах», розповідається про родину Свердлових, зокрема й про Зіновія Олексійовича. Особливо підкреслюється, що коли Бажанов, мав намір розповісти Пєшкову, про життя його родини у СРСР, то отримав відповідь, «що це не його родина, й [він] знати про них нічого не хоче».

## Нагороди
- Франція
  - Орден Почесного легіону- Великий Хрест
    - Кавалер

  - Військовий хрест (1916)